# Гней Корнелий Сципион (претор)
Гней Корне́лий Сципио́н (лат. Gnaeus Cornelius Scipio; II век до н. э.) — римский политический деятель из патрицианского рода Корнелиев, претор приблизительно в 109 году до н. э.
Гней Корнелий упоминается только у одного античного автора — Валерия Максима. Он был сыном Сципиона Гиспала (предположительно речь о Гнее Корнелии Сципионе Испанском) и добился избрания претором. По результатам жеребьёвки Гней должен был получить в управление одну из испанских провинций, но сенат решил не доверять ему столь важную миссию из-за недостойного поведения в прошлом. Учитывая время жизни предполагаемого отца, исследователи датируют претуру Сципиона приблизительно 109 годом до н. э.